# Jellyella eburnea
Jellyella eburnea is een mosdiertjessoort uit de familie van de Membraniporidae. De wetenschappelijke naam van de soort is, als Membranipora eburnea, voor het eerst geldig gepubliceerd in 1891 door Hincks.